# Свейковські

Родовий герб Свейковських Тшаска

Свейковські (власне Сьвєйковські, пол. Świejkowscy) гербу Тшаска  — польський шляхетський рід. Був представлений у Равському, Брацлавському, Подільському, Познанському воєводствах.

## Представники
- Ян та Матеуш — підписали вибір королем Польщі Владислава IV Вази від Равського воєводства[1]
- Ян чоловік Октавії з Потоцьких гербу Пилява, доньки Станіслава Щенсного Потоцького . Октавія внесла Шпиків як віно — Янові[2] Сьвейковському
- Бальцер — бургграф та чесник равський (1674)
- Владислав, Бартломей, Шимон, Мацей, Станіслав — 1674 року згадані в записах Познанського воєводства[1]
- Юзеф — овруцький стольник (зокрема, 1782 року)[3]

- Мацей,[4] дружина — Зофія Омецінська (пол. Zofia Omiecińska).[5]
  - Юзеф, дружина — Анна Орловська гербу Любич[4]
  - Леонард Марцін — подільський воєвода, каштелян Кам'янця-Подільського, вінницький  староста; перша дружина — Юстина Йоанна Орловська гербу Любич, друга — Ізабелла Карвицька-Дунін гербу Лабедзь,[5] [6].
    - Міхал
      - Леон Францішек Марцін[7]

    - Адам,[8] дружина — Кристина Коссовська з Глогови (пол. Krystyna Kossowska z Glogowy) гербу Доленга, донька Роха Коссовського,[9] великого коронного підскарбія[10]
      - Ольга — дружина Цезарія Понятовського гербу Цьолек,[9][11]